# Forever the Moment
Pour plus de détails, voir Fiche technique et Distribution.
Forever the Moment (우리 생애 최고의 순간, Uri saengae choego-ui sungan) est un film sud-coréen réalisé par Yim Soon-rye, sorti en 2008.

## Synopsis
Kim Hye-kyeong, une ancienne joueuse de handball et devenu entraineur dans la Japan Handball League. Alors que l'entraineur de l'équipe de Corée du Sud féminine de handball quitte son poste brutalement, elle est rappelée au pays.

## Fiche technique
- Titre : Forever the Moment
- Titre original : 우리 생애 최고의 순간 (Uri saengae choego-ui sungan)
- Réalisation : Yim Soon-rye
- Scénario : Na Hyeon et Yim Soon-rye
- Musique : Yun Min-hwa
- Photographie : Ki S. Hwang et Alekos Yiannaros
- Montage : Moon In-dae
- Société de production : Inkas Film & T.V. Productions et MK Pictures
- Pays :  Corée du Sud
- Genre : Drame
- Durée : 124 minutes
- Dates de sortie : 
  -  Corée du Sud : 10 janvier 2008

## Distribution
- Moon So-ri : Han Mi-sook
- Kim Jeong-eun : Kim Hye-kyeong
- Eom Tae-woong : Ahn Seung-pil
- Jeong Seok-yong : Jin-goo, le mari de Jeong-ran
- Jo Eun-ji : Oh Soo-hee
- Jo Yeong-jin : le directeur Song
- Kim Ji-yeong : Kim Hye-kyeong
- Lee Mi-do : Hyeon-ja
- Minji : Bo-ram
- Na Hyeon : le directeur Hakiboo
- Eun-sook Nam-kung : Jin-joo
- Park Won-sang : Gyoo-cheol

## Distinctions
Le film a reçu six nominations au Blue Dragon Film Awards et a remporté le prix du Meilleur film et celui du Meilleur second rôle féminin pour Kim Ji-yeong.